# サン・ソスティ
サン・ソスティ（イタリア語: San Sosti）は、イタリア共和国カラブリア州コゼンツァ県にある、人口約2,200人の基礎自治体（コムーネ）。

## 地理

### 位置・広がり

#### 隣接コムーネ
隣接するコムーネは以下の通り。
- アルトモンテ
- ブオンヴィチーノ
- グリゾリーア
- マルヴィート
- モッタフォッローネ
- ロッジャーノ・グラヴィーナ
- サン・ドナート・ディ・ニネーア